# Umformgrad
Der Umformgrad ist eine Formänderungskenngröße, mit der die bleibende geometrische Veränderung eines Werkstücks beim Umformprozess erfasst werden kann. Der Umformgrad wird beispielsweise zur Berechnung des Kraft- und Arbeitsbedarfs zwecks Maschinenauswahl verwendet. Folgende Eigenschaften machen den Umformgrad zu einer geeigneten Formänderungskenngröße beim Umformen:
- Darstellung als bezogene Größe,
- die Richtung der Umformung ist am Vorzeichen erkennbar und zwar bei einer Vergrößerung (Streckung) positiv und negativ bei einer Verkleinerung (Stauchung) der Abmessungen des Werkstückes,
- bei der Umkehr der Umformung ergibt sich der gleiche Absolutwert,
- bei stufenweiser Umformung ergibt sich der Gesamtumformgrad aus der Summe der Einzelumformgrade der jeweiligen Stufen.

## Berechnung
Bei einer Abmessungsänderung in x-Richtung eines kartesischen Hauptachsenssystems von einer Anfangsabmessung {\displaystyle x_{0}} zu einer Endabmessung {\displaystyle x_{1}} wird der Umformgrad definiert mit:
{\displaystyle \varphi _{x}=\int _{x_{0}}^{x_{1}}{\frac {1}{x}}\,dx=\ln \!\left({\frac {x_{1}}{x_{0}}}\right)}.
Der Umformgrad wird auch als logarithmische Dehnung, wahre Dehnung oder Hencky-Dehnung bezeichnet.
Die Dehnung als Verhältnis von Abmessungsänderung zu Anfangsabmessung 
{\displaystyle \varepsilon _{x}={\frac {\Delta x}{x_{0}}}={\frac {x_{1}-x_{0}}{x_{0}}}}
lässt sich in den Umformgrad umrechnen:
{\displaystyle \varphi _{x}=\ln \!\left({\frac {x_{1}}{x_{0}}}\right)=\ln \left({\frac {x_{1}-x_{0}}{x_{0}}}+{\frac {x_{0}}{x_{0}}}\right)=\ln \left(\varepsilon _{x}+1\right)}.
Aus dem Gesetz der Volumenkonstanz ergibt sich für die Umformung eines prismatischen Körpers  der Länge ({\displaystyle {l_{0}}}), der Breite ({\displaystyle {b_{0}}}) und der Höhe ({\displaystyle {h_{0}}}) zu den Endabmessungen ({\displaystyle {l_{1}}}, {\displaystyle {b_{1}}}, {\displaystyle {h_{1}}}) folgende Gleichung für das Volumen ({\displaystyle V}) dieses Körpers.
{\displaystyle V={l_{0}}\cdot {b_{0}}\cdot {h_{0}}={l_{1}}\cdot {b_{1}}\cdot {h_{1}}=const}
Stellt man diese Gleichung um, indem man durch die Anfangsabmessungen dividiert, erhält man:
{\displaystyle 1={\frac {{l_{1}}\cdot {b_{1}}\cdot {h_{1}}}{{l_{0}}\cdot {b_{0}}\cdot {h_{0}}}}}
Wird anschließend die umgestellte Formel logarithmiert
{\displaystyle 0=\ln \left({\frac {l_{1}}{l_{0}}}\right)+\ln \left({\frac {b_{1}}{b_{0}}}\right)+\ln \left({\frac {h_{1}}{h_{0}}}\right)},
ergibt sich aus dem Gesetz der Volumenkonstanz, dass die Summe der einzelnen Umformgrade für Länge, Breite und Höhe stets Null betragen muss:
{\displaystyle 0=\varphi _{l}+\varphi _{b}+\varphi _{h}}.
Wenn die Summe der Umformgrade Null ist, muss ein Umformgrad ein anderes Vorzeichen als die beiden anderen haben und zugleich der mit dem größten Absolutwert sein. Dies gilt für alle dreidimensionalen Umformungen. Findet in einer Richtung keine  Umformung statt, also der Umformgrad in dieser Richtung null ist, so handelt es sich um eine zweidimensionale Umformung, bei welcher die beiden übrigen Umformgrade wertmäßig gleich groß, jedoch mit umgekehrtem Vorzeichen sind. Der wertmäßig größte Umformgrad ({\displaystyle \phi _{g}}) ist der Umformgrad, der kennzeichnend für das Ausmaß der Umformung ist:
{\displaystyle \varphi _{g}=|\varphi _{\mathrm {max} }|={\frac {1}{2}}(|\varphi _{l}|+|\varphi _{b}|+|\varphi _{h}|)}
Mit Hilfe des größten Umformgrades kann relativ einfach Umformkraft und Umformarbeit berechnet werden.

## Weitere Formänderungskenngrößen
Beim Walzen von Blech wird das prozentuale Abmessungsverhältnis in Blechdickenrichtung als Abwalzgrad bezeichnet.